# Copa Davis 1904
La Copa Davis 1904 fue la 4.ª edición del torneo de tenis masculino más importante por naciones. La ronda final se celebró del 2 al 5 de julio de 1904. Gran Bretaña se proclamó como equipo ganador de la Copa, venciendo al equipo de Bélgica por 5 a 0.

## Ronda Final
| | Gran Bretaña               | 5                                         | 0        | Bélgica |   |   |
| --- | -------------------------- | ----------------------------------------- | -------- | ------- | - | - |
| Wimbledon, Londres, Gran Bretaña 2 al 5 de julio de 1904 |                            |                                           |          |         |   |   |
| \| 1 \| \| Frank Riseley \| 6 \| 6 \| 6 \| \| \| 1 \| \| William le Maire de Warzée \| 1 \| 4 \| 2 \| \| \| 2 \| \| Lawrence Doherty \| 6 \| 6 \| 6 \| \| \| 2 \| \| Paul de Borman \| 4 \| 1 \| 1 \| \| \| 3 \| \| Lawrence Doherty-Reggie Doherty \| 6 \| 6 \| 6 \| \| \| 3 \| \| Paul de Borman-William le Maire de Warzée \| 0 \| 1 \| 3 \| \| \| 4 \| \| Lawrence Doherty \| Walkover \| \| \| \| \| 4 \| William le Maire de Warzée \| \| \| \| \| \| \| 5 \| \| Frank Riseley \| 4 \| 6 \| 8 \| 7 \| \| 5 \| \| Paul de Borman \| 6 \| 2 \| 6 \| 5 \| |                            |                                           |          |         |   |   |
| 1 |                            | Frank Riseley                             | 6        | 6       | 6 |   |
| 1 |                            | William le Maire de Warzée                | 1        | 4       | 2 |   |
| 2 |                            | Lawrence Doherty                          | 6        | 6       | 6 |   |
| 2 |                            | Paul de Borman                            | 4        | 1       | 1 |   |
| 3 |                            | Lawrence Doherty-Reggie Doherty           | 6        | 6       | 6 |   |
| 3 |                            | Paul de Borman-William le Maire de Warzée | 0        | 1       | 3 |   |
| 4 |                            | Lawrence Doherty                          | Walkover |         |   |   |
| 4 | William le Maire de Warzée |                                           |          |         |   |   |
| 5 |                            | Frank Riseley                             | 4        | 6       | 8 | 7 |
| 5 |                            | Paul de Borman                            | 6        | 2       | 6 | 5 |